# Дам'ян Веглярц
Дамян Веглярц (пол. Damian Węglarz; нар. 21 березня 1996, Бидгощ, Польща) — польський футболіст, воротар клубу «Ягеллонія», який на правах річної оренди виступає в клубі «Вігри» (Сувалки).

## Клубна кар'єра
Народився в Бидгощі, де й розпочав займатися футболом. Спочатку на молодіжному рівні виступав у місцевих клубах «Гвардія» та АЗС УКВМ. Напередодні початку сезону 2010/11 років перейшов у головну команду міста, «Завішу», за яку спочатку виступав у молодіжних футбольних змаганнях. Сезон 2012/13 років став дебютним для Дамяна у професіональному футболі, його він провів у «Завіші II». Наступного сезону переведений до першої команди, в якій провів 13 поєдинків у Першій лізі й у 2016 році перейшов до білостоцької «Ягеллонії». Під час матчу з «Лехією» (Гданськ) зламав палець, проте дограв той поєдинок. Також зіграв усі 90 хвилин у матчі проти варшавської «Легії». Після матчу з «Легією» лікар команди заборонив Веглярцу грати протягом декількох наступних тижнів. Проте в «Ягеллонії» Дамян також був резервістом й до 2018 року зіграв 4 матчі в Екстраклясі. 2018 року перейшов на правах оренди до клубу «Вігри» (Сувалки).